# دشمن مردم (فیلم ۱۹۹۰)
دشمن مردم (به بنگالی: Ganashatru) فیلمی محصول سال ۱۹۹۰ و به کارگردانی ساتیاجیت رای است. در این فیلم بازیگرانی همچون سومیترا چاترجی، رام گوها تاکورتا، ماماتا شانکار، دریتیمان چاترجی، دیپانکار ده، سوبهندو چاترجی ایفای نقش کرده‌اند.